# West Salem (Wisconsin)
Pour les articles homonymes, voir West Salem.
West Salem est un village du comté de La Crosse, dans l'État du Wisconsin, aux États-Unis. En 2020, il comptait une population de 5 277 habitants.